# York Region
York Region, formellt Regional Municipality of York, är en sekundärkommun av typen region i den kanadensiska provinsen Ontario. Den ligger i den sydöstra delen av landet, 300 km sydväst om huvudstaden Ottawa. Antalet invånare var 1 173 334 vid folkräkningen 2021. Arean är 1 758 kvadratkilometer.
York Region delas in i:
- Aurora
- East Gwillimbury
- Georgina
- King
- Markham
- Newmarket
- Richmond Hill
- Vaughan
- Whitchurch-Stouffville